# Dendronephthya delicatissima
Dendronephthya delicatissima is een zachte koraalsoort uit de familie Nephtheidae. De koraalsoort komt uit het geslacht Dendronephthya. Dendronephthya delicatissima werd in 1909 voor het eerst wetenschappelijk beschreven door Henderson. 